# Mszadla Nowa
Mszadla Nowa dawniej też Mszadła – wieś w Polsce położona w województwie mazowieckim, w powiecie zwoleńskim, w gminie Przyłęk. Ma status sołectwa.
Wierni kościoła rzymskokatolickiego należą do parafii Matki Bożej Częstochowskiej w Przyłęku lub do parafii św. Stanisława Biskupa i św. Małgorzaty w Janowcuj.
| SIMC    | Nazwa       | Rodzaj    |
| ------- | ----------- | --------- |
| 1059120 | Kwiatrowiec | część wsi |

14 lutego 1968 z wydzielonych części wsi Nowa Mszadla i Stara Mszadla powstała wieś Mszadla Dolna.
W czasach drugiej wojny światowej działała tam organizacja ruchu oporu, potocznie nazywana "partyzantką". Za działania przeciw okupantom Mszadla Nowa została odznaczona orderem krzyża Grunwaldu II klasy.
W latach 1975–1998 miejscowość administracyjnie należała do województwa radomskiego.